# Dale Arden

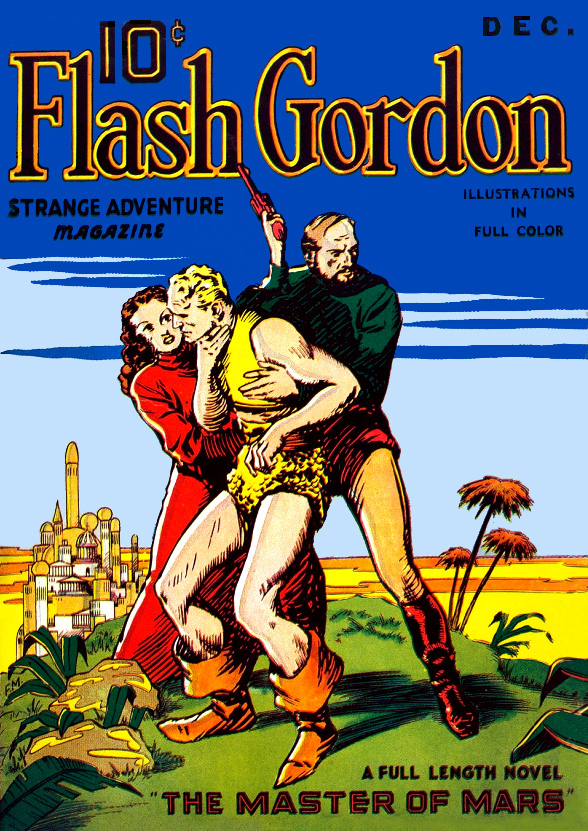
Dale Arden, Flash Gordon y el profesor Zarkov representados en una portada de diciembre de 1936.

Dale Arden es un personaje ficticio, compañera de aventuras e interés romántico de Flash Gordon, así como una heroína prototipo para personajes femeninos posteriores, como la Princesa Leia en Star Wars. Flash, Dale y el Dr. Hans Zarkov pelean juntos contra el Ming el Despiadado, emperador del planeta Mongo.

## Perfil
Durante más de setenta años (ya sea en películas, series de televisión o tiras de prensa) Flash ha estado acompañado por Dale Arden. En un principio, sin embargo, incluso sus diálogos eran limitados. Sus primeras palabras fueron (refiriéndose a Zarkov): "¡Oh, Flash -Mira- Se ha vuelto loco!". Y sin embargo, se trata del antecedente a las implacables heroínas contemporáneas. Cada vez que Flash intentaba desalentar a la chica de meterse en asuntos varoniles, todo lo que ella tenía que hacer era anunciar su pavor a quedarse abandonada en Mongo, o cuan dulce le aparecía morir junto al gran héroe del espacio, para unirse a sus aventuras.
La Dale de Alex Raymond aparece extrañamente inconsistente: heroica y brillante en un momento, egoísta e infantil en otro. Sin embargo, soportaría cualquier pena —aun la muerte— si con ello salvaba a Flash. Y en realidad ella salvó la vida del terrestre muchas veces en la tira de prensa. 
El emperador Ming se siente atraído inmediatamente por la terrestre, y buena parte de las primeras viñetas de esta tira consisten en los heroicos intentos de Flash por rescatarla de los varios intentos de Ming por casarse con ella.
"La Biblia de Flash Gordon" creada por la compañía Filmation, describe a Dale Arden como sigue:

Todos los caballeros andantes tienen a su verdadero amor, y en el caso de Flash es Dale —bella, independiente y hábil—.  En la mayoría de las circunstancias, Dale es perfectamente capaz de cuidarse por sí misma y es la compañera ideal para el aventurero Flash.  Lo que no significa que sea poco femenina. Ming fue tan sólo el primero de los heroicos regentes —aunque en este caso es absolutamente malvado— que buscaron a Dale Arden como su reina. Dale es considerada, cálida y compasiva; rasgos que ocasionalmente la hacen confiar en la persona equivocada. Si bien Flash daría con gusto su vida para salvarla, Dale haría lo mismo. Y ambos, unidos, pueden enfrentar cualquier peligro que Mongo puede ofrecer.

## Dale Arden en cine, radio y televisión
- Jean Rogers interpretó por primera vez a Dale en los seriales Flash Gordon (1936) y Flash Gordon's Trip to Mars (1938).

- En el serial de 1940, Flash Gordon Conquers the Universe, Dale fue interpretada por Carol Hughes.

- Irene Champlin tomó el papel para la serie de televisión de 1954 Flash Gordon.

- Diane Pershing dio su voz para el personaje en la serie animada de 1979 de los Estudios Filmation.

- En 1980, Dale fue interpretada por Melody Anderson en la película Flash Gordon producida por Dino De Laurentiis, versión en la cual Dale es agente de viajes.
- En la serie animada Defensores de la Tierra (1986), la computadora Dynac X contiene la mente de Dale Arden, la fallecida esposa de Flash Gordon (Roldán, en el doblaje en español).

- Gina Holden la interpreta en la serie del Sci Fi Channel Flash Gordon del 2007. Ahí, es una reportera que fue novia de Flash durante la preparatoria. Flash se queda en casa a cuidar de su madre enferma, mientras que Dale va a la Universidad de Yale (irónicamente en la versión de Raymond, es Flash quien va a esa Universidad) lo que ocasiona su ruptura.